# Antaxius kraussii
Antaxius kraussii is een rechtvleugelig insect uit de familie sabelsprinkhanen (Tettigoniidae). De wetenschappelijke naam van deze soort is voor het eerst geldig gepubliceerd in 1878 door Bolívar.
1. ↑  (en) Antaxius kraussii op de IUCN Red List of Threatened Species.